# Camponotus orites
Camponotus orites är en myrart som beskrevs av Santschi 1919. Camponotus orites ingår i släktet hästmyror, och familjen myror. Inga underarter finns listade.